# Letland op de Olympische Winterspelen 2022
Letland was een van de deelnemende landen aan de Olympische Winterspelen 2022 in Peking, China.

## Medailleoverzicht
| Sport   | Olympiër(s)                                                 | Onderdeel           | Medaille |
| ------- | ----------------------------------------------------------- | ------------------- | -------- |
| Rodelen | Elīza Tīruma Kristers Aparjods Mārtiņš Bots / Roberts Plūme | estafette (gemengd) | Brons    |

## Deelnemers en resultaten

### Alpineskiën
Maximaal vier deelnemers per onderdeel
Mannen
| Naam           | Onderdeel    | 1e run         | 1e run         | 2e run         | 2e run         | Totaal         | Totaal         |
| Naam           | Onderdeel    | Tijd           | Rang           | Tijd           | Rang           | Tijd           | Rang           |
| -------------- | ------------ | -------------- | -------------- | -------------- | -------------- | -------------- | -------------- |
| Miks Zvejnieks | Reuzenslalom | 1:09,59        | 33             | 1:13,04        | 26             | 2:22,63        | 26             |
| Miks Zvejnieks | Slalom       | niet gefinisht | niet gefinisht | niet geplaatst | niet geplaatst | niet geplaatst | niet geplaatst |

Vrouwen
| Naam          | Onderdeel | 1e run  | 1e run | 2e run         | 2e run         | Totaal         | Totaal |
| Naam          | Onderdeel | Tijd    | Rang   | Tijd           | Rang           | Tijd           | Rang   |
| ------------- | --------- | ------- | ------ | -------------- | -------------- | -------------- | ------ |
| Liene Bondare | Slalom    | 1:00,45 | 48     | niet geplaatst | niet geplaatst | niet geplaatst | 48     |

### Biatlon
Vrouwen
| Naam          | Onderdeel     | Tijd    | Missers | Rang |
| ------------- | ------------- | ------- | ------- | ---- |
| Baiba Bendika | Individueel   | 51:10,3 | 6       | 58   |
| Baiba Bendika | Sprint        | 23:20,7 | 3       | 50   |
| Baiba Bendika | Achtervolging | 41:11,9 | 6       | 48   |

### Bobsleeën
| Naam                                                          | Onderdeel       | Run 1   | Run 1 | Run 2   | Run 2 | Run 3   | Run 3 | Run 4   | Run 4 | Totaal  | Totaal |
| Naam                                                          | Onderdeel       | Tijd    | Rang  | Tijd    | Rang  | Tijd    | Rang  | Tijd    | Rang  | Tijd    | Rang   |
| ------------------------------------------------------------- | --------------- | ------- | ----- | ------- | ----- | ------- | ----- | ------- | ----- | ------- | ------ |
| Emils Cipulis * Edgars Nemme                                  | Tweemansbob (m) | 1:00,00 | 18    | 1:00,24 | 16    | 1:00,20 | 16    | 1:00,46 | 18    | 4:00,90 | 17     |
| Oskars Ķibermanis * Matīss Miknis                             | Tweemansbob (m) | 59,65   | 10    | 59,94   | 7     | 59,82   | 10    | 59,93   | 5     | 3:59,34 | 9      |
| Oskars Ķibermanis * Matīss Miknis Edgars Nemme Dāvis Spriņģis | Viermansbob (m) | 58,70   | 7     | 58,86   | 2     | 58,41   | 4     | 59,30   | =5    | 3:55,27 | 5      |

* – Geeft de bestuurder van de slee aan

### IJshockey
| Onderdeel | Groepsfase     | Groepsfase     | Groepsfase     | Groepsfase     | Groepsfase | Play-off       | Kwartfinale    | Halve finale   | Finale / BM    | Finale / BM |
| Onderdeel | Opponent Score | Opponent Score | Opponent Score | Opponent Score | Rang       | Opponent Score | Opponent Score | Opponent Score | Opponent Score | Rang        |
| --------- | -------------- | -------------- | -------------- | -------------- | ---------- | -------------- | -------------- | -------------- | -------------- | ----------- |
| Mannen    | SWE 2-3        | FIN 1-3        | SVK 2-5        | n.v.t.         | 4          | DEN 2-3        | niet geplaatst | niet geplaatst | niet geplaatst | 11          |

| Olympiër | Onderdeel | Resultaat |
| --- | --------- | --------- |
| Rodrigo Abols Uvis Balinskis Oskars Batna Rihards Bukarts Roberts Bukarts Oskars Cibulskis Karlis Cukste Lauris Darzins Kaspars Daugavins Andris Dzerins Martins Dzierkals Ralfs Freibergs Kristers Gudlevskis Miks Indrasis Janis Jaks Nikolajs Jelisejevs Janis Kalnins Martins Karsums Ronalds Kenins Renars Krastenbergs Arturs Kulda Roberts Mamcics Gints Meija Patriks Ozols Ivars Punnenovs Nauris Sejejs Deniss Smirnovs Kristaps Roberts Zile | mannen    | 11        |

### Kunstrijden
Individueel
| Naam             | Onderdeel | KK    | KK   | VK     | VK   | Totaal | Totaal |
| Naam             | Onderdeel | Score | Rang | Score  | Rang | Score  | Rang   |
| ---------------- | --------- | ----- | ---- | ------ | ---- | ------ | ------ |
| Deniss Vasiļjevs | Mannen    | 85,30 | 16   | 167,41 | 12   | 252,71 | 13     |

### Langlaufen
Maximaal vier deelnemers per onderdeel
Lange afstanden
Mannen
| Naam            | Onderdeel             | Uitslag   | Uitslag |
| Naam            | Onderdeel             | Tijd      | Rang    |
| --------------- | --------------------- | --------- | ------- |
| Roberts Slotins | 15 km klassieke stijl | 44:44,8   | 74      |
| Roberts Slotins | 50 km vrije stijl     | 1:24:46,4 | 54      |
| Raimo Vigants   | 15 km klassieke stijl | 43:10,9   | 62      |
| Raimo Vigants   | 30 km skiatlon        | LAP       | 51      |
| Raimo Vigants   | 50 km vrije stijl     | 1:18:55,2 | 44      |

Vrouwen
| Naam                                                       | Onderdeel             | Uitslag      | Uitslag      |
| Naam                                                       | Onderdeel             | Tijd         | Rang         |
| ---------------------------------------------------------- | --------------------- | ------------ | ------------ |
| Kitija Auzina                                              | 10 km klassieke stijl | 33:26,3      | 68           |
| Baiba Bendika                                              | 30 km vrije stijl     | 1:33:37,8    | 31           |
| Patricija Eiduka                                           | 10 km klassieke stijl | 30:34,7      | 23           |
| Patricija Eiduka                                           | 15 km skiatlon        | niet gestart | niet gestart |
| Patricija Eiduka                                           | 30 km vrije stijl     | 1:33:51,2    | 32           |
| Samanta Krampe                                             | 10 km klassieke stijl | 39:34,2      | 93           |
| Estere Volfa                                               | 10 km klassieke stijl | 36:36,9      | 84           |
| Patricija Eiduka Kitija Auzina Estere Volfa Samanta Krampe | 4×5 km estafette      | 1:01:20,6    | 17           |

Sprint
Mannen
| Naam                          | Onderdeel  | Kwalificatie | Kwalificatie | Kwartfinales   | Kwartfinales   | Halve finales  | Halve finales  | Finale         | Finale |
| Naam                          | Onderdeel  | Tijd         | Rang         | Tijd           | Rang           | Tijd           | Rang           | Tijd           | Rang   |
| ----------------------------- | ---------- | ------------ | ------------ | -------------- | -------------- | -------------- | -------------- | -------------- | ------ |
| Roberts Slotins               | Sprint     | 3:07,41      | 70           | niet geplaatst | niet geplaatst | niet geplaatst | niet geplaatst | niet geplaatst | 70     |
| Raimo Vigants                 | Sprint     | 2:53,98      | 28           | 3:06,82        | 4              | niet geplaatst | niet geplaatst | niet geplaatst | 20     |
| Roberts Slotins Raimo Vigants | Teamsprint | n.v.t.       | n.v.t.       | n.v.t.         | n.v.t.         | 21:06,82       | 11             | niet gepl.     | 21     |

Vrouwen
| Naam                       | Onderdeel  | Kwalificatie | Kwalificatie | Kwartfinales   | Kwartfinales   | Halve finales  | Halve finales  | Finale         | Finale |
| Naam                       | Onderdeel  | Tijd         | Rang         | Tijd           | Rang           | Tijd           | Rang           | Tijd           | Rang   |
| -------------------------- | ---------- | ------------ | ------------ | -------------- | -------------- | -------------- | -------------- | -------------- | ------ |
| Kitija Auzina              | Sprint     | 3:51,60      | 76           | niet geplaatst | niet geplaatst | niet geplaatst | niet geplaatst | niet geplaatst | 76     |
| Patricija Eiduka           | Sprint     | 3:24,32      | 32           | niet geplaatst | niet geplaatst | niet geplaatst | niet geplaatst | niet geplaatst | 32     |
| Samanta Krampe             | Sprint     | 3:46,66      | 73           | niet geplaatst | niet geplaatst | niet geplaatst | niet geplaatst | niet geplaatst | 73     |
| Estere Volfa               | Sprint     | 4:03,36      | 81           | niet geplaatst | niet geplaatst | niet geplaatst | niet geplaatst | niet geplaatst | 81     |
| Kitija Auzina Estere Volfa | Teamsprint | n.v.t.       | n.v.t.       | n.v.t.         | n.v.t.         | 26:46,26       | 11             | niet gepl.     | 21     |

### Noordse combinatie
Maximaal vier deelnemers per onderdeel
| Naam                | Onderdeel              | Schansspringen | Schansspringen | Schansspringen | Langlaufen     | Langlaufen     | Totaal         | Totaal |
| Naam                | Onderdeel              | Afstand        | Punten         | Rang           | Tijd           | Rang           | Tijd           | Rang   |
| ------------------- | ---------------------- | -------------- | -------------- | -------------- | -------------- | -------------- | -------------- | ------ |
| Markuss Vinogradovs | Normale schans + 10 km | 72,0           | 55,0           | 43             | 29:22,4        | 44             | 34:34,4        | 44     |
| Markuss Vinogradovs | Grote schans + 10 km   | 88,0           | 30,9           | 47             | niet gefinisht | niet gefinisht | niet gefinisht | 48     |

### Rodelen
Individueel
| Naam              | Onderdeel | Run 1  | Run 1 | Run 2  | Run 2 | Run 3  | Run 3 | Run 4    | Run 4 | Totaal   | Totaal |
| Naam              | Onderdeel | Tijd   | Rang  | Tijd   | Rang  | Tijd   | Rang  | Tijd     | Rang  | Tijd     | Rang   |
| ----------------- | --------- | ------ | ----- | ------ | ----- | ------ | ----- | -------- | ----- | -------- | ------ |
| Kristers Aparjods | Mannen    | 57,364 | 4     | 57,597 | 6     | 57,399 | 4     | 57,693   | 9     | 3:50,053 | 5      |
| Gints Bērziņš     | Mannen    | 57,414 | 7     | 57,709 | 7     | 57,480 | 6     | 57,570   | 7     | 3:50,173 | 7      |
| Artūrs Dārznieks  | Mannen    | 58,166 | 17    | 59,370 | 28    | 57,932 | 12    | 58,241   | 17    | 3:53,709 | 18     |
| Kendija Aparjode  | Vrouwen   | 59,107 | 13    | 59,020 | 7     | 58,928 | 15    | 59,084   | 12    | 3:56,139 | 11     |
| Elīza Tīruma      | Vrouwen   | 58,956 | 8     | 58,849 | 6     | 58,865 | 11    | 58,771   | 8     | 3:55,441 | 8      |
| Elīna Ieva Vītola | Vrouwen   | 59,025 | 12    | 59,140 | 14    | 59,029 | 17    | 1:00,957 | 18    | 3:58,151 | 18     |

Dubbel (mannen)
| Naam                       | Onderdeel | Run 1  | Run 1 | Run 2  | Run 2 | Run 3  | Run 3  | Totaal   | Totaal |
| Naam                       | Onderdeel | Tijd   | Rang  | Tijd   | Rang  | Tijd   | Rang   | Tijd     | Rang   |
| -------------------------- | --------- | ------ | ----- | ------ | ----- | ------ | ------ | -------- | ------ |
| Mārtiņš Bots Roberts Plūme | Dubbels   | 58,628 | 5     | 58,791 | 5     | n.v.t. | n.v.t. | 1:57,419 | 4      |
| Andris Šics Juris Šics     | Dubbels   | 58,703 | 6     | 58,734 | 4     | n.v.t. | n.v.t. | 1:57,437 | 5      |

Gemengd
| Naam                                                        | Onderdeel | Run 1    | Run 1 | Run 2    | Run 2 | Run 3    | Run 3 | Totaal   | Totaal |
| Naam                                                        | Onderdeel | Tijd     | Rang  | Tijd     | Rang  | Tijd     | Rang  | Tijd     | Rang   |
| ----------------------------------------------------------- | --------- | -------- | ----- | -------- | ----- | -------- | ----- | -------- | ------ |
| Elīza Tīruma Kristers Aparjods Mārtiņš Bots / Roberts Plūme | Estafette | 1:00,578 | 5     | 1;01,451 | 3     | 1:02,325 | 5     | 3:04,354 | Brons  |

### Schaatsen
Mannen
| Naam           | Onderdeel | Uitslag | Uitslag |
| Naam           | Onderdeel | Tijd    | Rang    |
| -------------- | --------- | ------- | ------- |
| Haralds Silovs | 1500 m    | 1:48,24 | 24      |

Massastart
| Naam           | Onderdeel | Halve finale | Halve finale | Halve finale | Finale         | Finale         | Finale |
| Naam           | Onderdeel | Punten       | Tijd         | Rang         | Punten         | Tijd           | Rang   |
| -------------- | --------- | ------------ | ------------ | ------------ | -------------- | -------------- | ------ |
| Haralds Silovs | Mannen    | 3            | 7:59,50      | 9            | niet geplaatst | niet geplaatst | 17     |

### Shorttrack
Mannen
| Naam              | Onderdeel | Series   | Series | Kwartfinale    | Kwartfinale    | Halve finale   | Halve finale   | Finale         | Finale |
| Naam              | Onderdeel | Tijd     | Rang   | Tijd           | Rang           | Tijd           | Rang           | Tijd           | Rang   |
| ----------------- | --------- | -------- | ------ | -------------- | -------------- | -------------- | -------------- | -------------- | ------ |
| Reinis Bērziņš    | 1500 m    | n.v.t.   | n.v.t. | 2:15,371       | 5              | 2;14,714       | 4              | 2:18,499       | 15     |
| Roberts Kruzbergs | 500 m     | 40,430   | 3      | 40,694         | 3              | 41,870         | 5              | 41,465         | 9      |
| Roberts Kruzbergs | 1000 m    | 1:23,979 | 3      | niet geplaatst | niet geplaatst | niet geplaatst | niet geplaatst | niet geplaatst | 20     |
| Roberts Kruzbergs | 1500 m    | n.v.t.   | n.v.t. | 2:10,999       | 5              | niet geplaatst | niet geplaatst | niet geplaatst | 26     |

### Skeleton
| Naam           | Onderdeel | Run 1   | Run 1 | Run 2   | Run 2 | Run 3   | Run 3 | Run 4   | Run 4 | Totaal  | Totaal |
| Naam           | Onderdeel | Tijd    | Rang  | Tijd    | Rang  | Tijd    | Rang  | Tijd    | Rang  | Tijd    | Rang   |
| -------------- | --------- | ------- | ----- | ------- | ----- | ------- | ----- | ------- | ----- | ------- | ------ |
| Martins Dukurs | Mannen    | 1:00,62 | 6     | 1:00,62 | 3     | 1:00,40 | 4     | 1:01,12 | 13    | 4:02,76 | 7      |
| Tomass Dukurs  | Mannen    | 1:00,76 | 8     | 1:00,79 | 7     | 1:00,74 | 10    | 1:00,92 | 10    | 4:03,21 | 9      |
| Endija Tērauda | Vrouwen   | 1:02,98 | 20    | 1:03,15 | 19    | 1:02,65 | 18    | 1:02,79 | 17    | 4:11,57 | 20     |